# Nokhvod Tappeh
Nokhvod Tappeh (persiska: نخود تپّه) är en ort i Iran.   Den ligger i provinsen Kermanshah, i den nordvästra delen av landet, 400 km väster om huvudstaden Teheran. Nokhvod Tappeh ligger 1 621 meter över havet och antalet invånare är 323.
Terrängen runt Nokhvod Tappeh är kuperad åt sydost, men åt nordväst är den platt.Runt Nokhvod Tappeh är det ganska tätbefolkat, med 72 invånare per kvadratkilometer. Närmaste större samhälle är Sonqor, 6,5 km öster om Nokhvod Tappeh. Trakten runt Nokhvod Tappeh består till största delen av jordbruksmark.